# Sunset (Automarke)
Sunset war eine brasilianische Automarke.

## Markengeschichte
Ein Unternehmen aus Porto Alegre stellte in den 1980er Jahren Automobile her. Der Markenname lautete Sunset.

## Fahrzeuge
Das einzige Modell war ein VW-Buggy. Auf ein Fahrgestell von Volkswagen do Brasil wurde eine offene türlose Karosserie aus Fiberglas montiert. Hinter den vorderen Sitzen war ein Überrollbügel. Eckige Scheinwerfer waren in die Fahrzeugfront integriert. Ein luftgekühlter Vierzylinder-Boxermotor im Heck trieb die Hinterräder an.